# 箟岳山

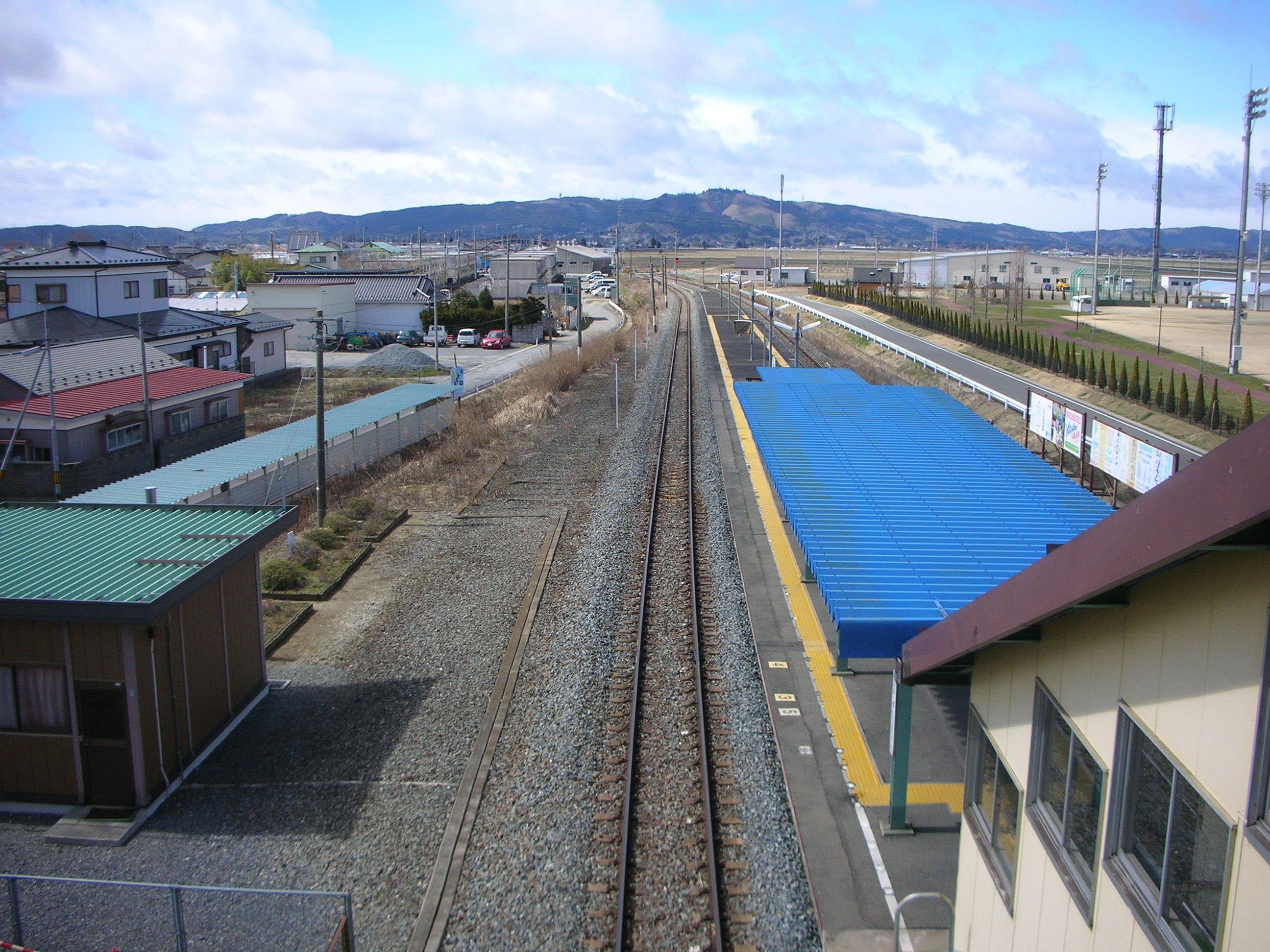
陸前豊里駅より箟岳山を望む

箟岳山（ののだけやま/ののだけさん）は宮城県遠田郡涌谷町の、ほぼ中央部にある標高236メートルの山である。「篦岳山」とも表記する。
仙北平野に北西から南東にかけて長く延びる篦岳丘陵南東部の主峰であり、山容は北東側に急で、南西側になだらかになっている。このため、標高が236メートルであるにもかかわらず、主に北東の登米市方面からは目立つ存在となっている。頂上付近まで車道が通じており、頂上からは視界をさえぎるものがほとんどなく、眺望に優れ、仙北平野の水田地帯はもちろんのこと、遠く岩手県の山々や牡鹿半島、金華山まで望むことができる。

## 当山及び周辺にある施設など
- 箟峯寺（箟岳観音） - 奥州三十三観音の一つ、坂上田村麻呂建立と伝えられる。
  - 箟峯寺夫婦杉
  - 箟峯寺次郎杉・三郎杉・四郎杉
  - 箟岳観光センター - 箟峯寺に隣接する宿泊施設
- 宮城カントリークラブ　ゴルフ場
- 箟岳山実相坊
- カタクリ園
- 石仏広場